# La huelga
La huelga, también conocido como Hoy paro o El paro, es un cuadro de óleo sobre tela realizado por el pintor ecuatoriano Oswaldo Guayasamín en 1942. Es considerada una de las pinturas más destacadas del artista. En la actualidad se encuentra ubicada en el museo de la Fundación Guayasamín, en Quito.
La obra tiene carácter de denuncia social y representa las huelgas de trabajadores en Latinoamérica. Al igual que el resto de las primeras pinturas de Guayasamín, la temática se centra en la lucha del pueblo indígena.

## Descripción
El cuadro presenta la escena de una matanza en cuya sección central se ubica una mujer que levanta el cuerpo de su hijo. A su lado se encuentran un hombre asesinado y otro que levanta los brazos en señal de dolor. El rostro de la mujer posee una expresión similar a la de Piedad del Vaticano, por lo que dibuja un paralelo entre el asesinato de Jesús de Nazaret y el de los presentes en el cuadro. El color pálido de la piel del hijo de la mujer sugiere que ya ha fallecido, mientras su desnudez parcial y la presencia de sus costillas brotando de su torso señalan su vulnerabilidad.
Los edificios y la vestimenta de los retratados indican que la escena tiene lugar en un contexto urbano. En una de las paredes se lee la frase «Hoy paro», abajo de la cual se ubica una mancha de sangre. El hombre asesinado a la derecha del cuadro tiene los ojos por completo blancos y se encuentra tirado entre la acera y la calle. Atrás de él se ubican dos policías a quienes no se les ve el rostro y que parecen contemplar la escena con pasividad, lo que indica que la masacre fue perpetrada por las fuerzas del orden contra los huelguistas.

## Análisis
A diferencia de las obras posteriores en que Guayasamín presentó escenas más abstractas, La huelga es bastante literal en cuanto a su significado de denuncia contra la violencia estatal hacia las poblaciones oprimidas. Las referencias a «huelga» y «paro», así como sus vestimentas, señalan que las víctimas de la masacre son trabajadores, lo que hacía eco de las convicciones marxistas del artista. La pintura ha sido tradicionalmente catalogada como indigenista. Una de las razones para ello es que fue presentada por primera vez en el Salón de Mayo del Sindicato de Escritores y Artistas Ecuatorianos, que era el evento artístico en que los pintores ecuatorianos indigenistas y de izquierda presentaban sus obras.